# Lista chorążych reprezentacji Singapuru na igrzyskach olimpijskich

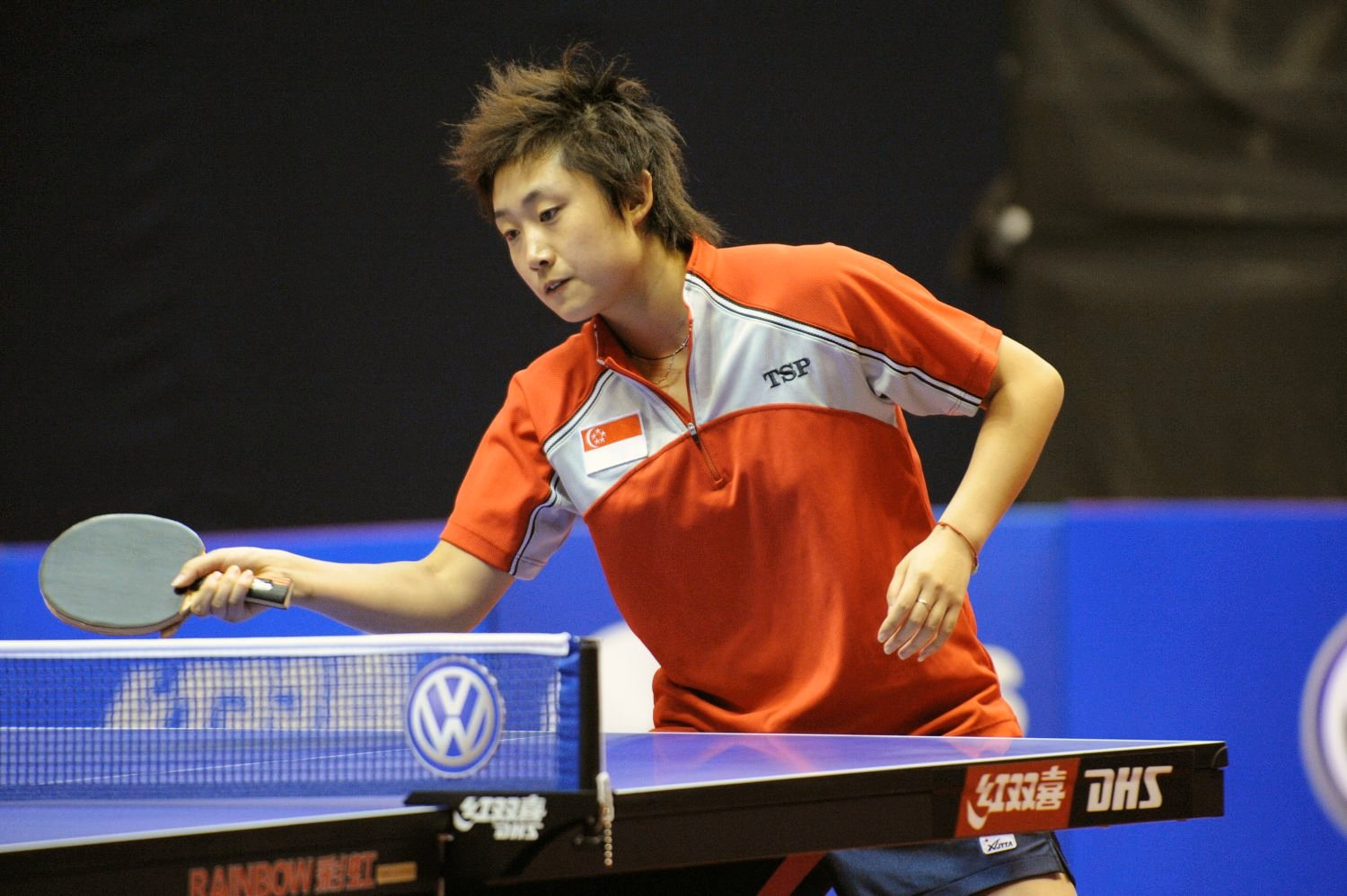
Feng Tianwei, chorąży z 2012

Lista chorążych reprezentacji Singapuru na igrzyskach olimpijskich – lista osób, które podczas ceremonii otwarcia nowożytnych igrzysk olimpijskich nosiły flagę Singapuru.

## Lista chorążych

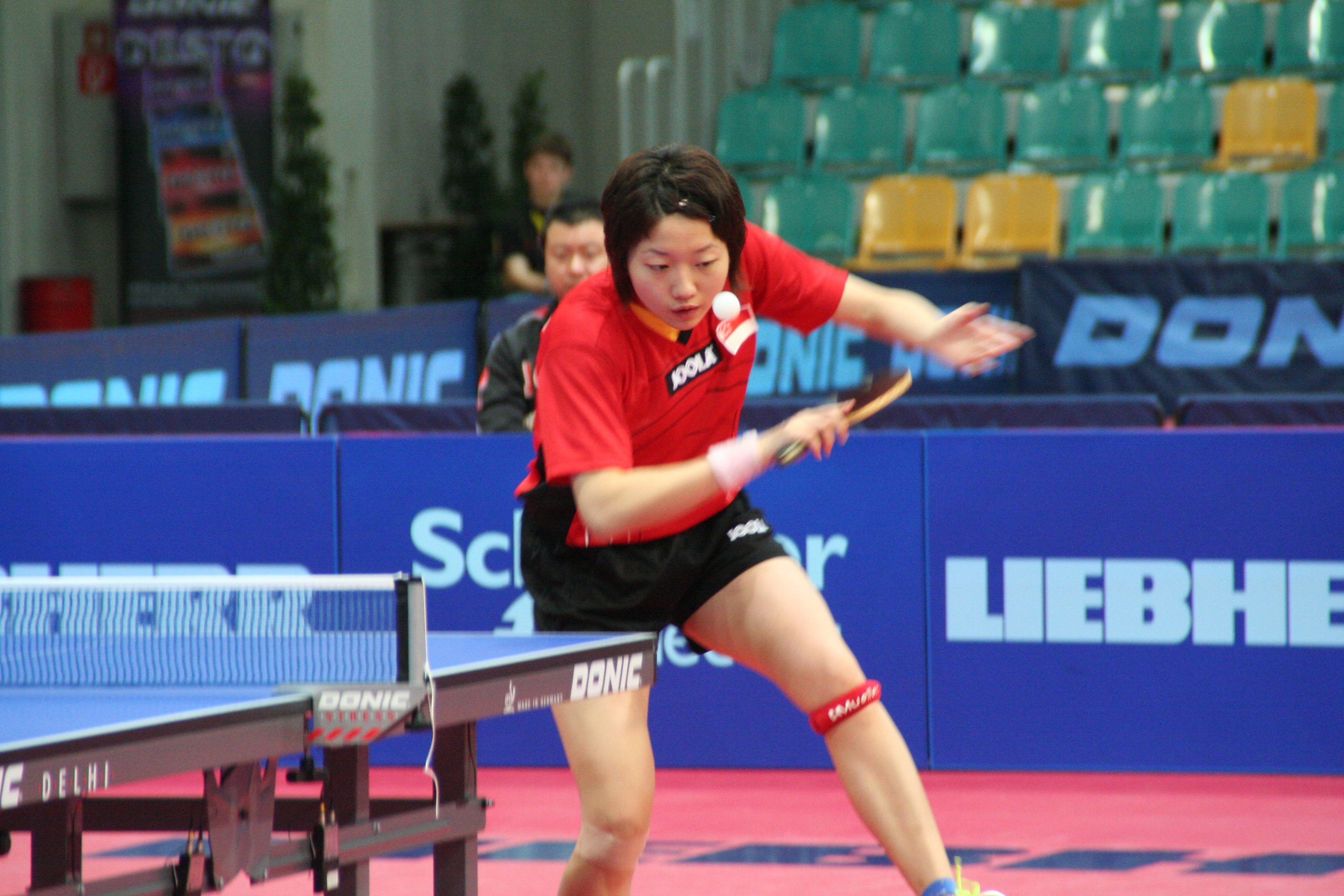
Li Jiawei, chorąży z 2008

| Lp.          | Rok i miejsce    | Chorąży             | Dyscyplina           |
| ------------ | ---------------- | ------------------- | -------------------- |
| 1            | Londyn 1948      | Jocelyn de Souza    | -                    |
| 2            | Helsinki 1952    | Thong Saw Pak       | Podnoszenie ciężarów |
| 3            | Melbourne 1956   | Lionel Chee         | Piłka wodna          |
| 4            | Rzym 1960        | b.d.                | b.d.                 |
| 5            | Meksyk 1968      | b.d.                | b.d.                 |
| 6            | Monachium 1972   | Pat Chan            | pływanie             |
| 7            | Montreal 1976    | Koh Eng Kian        | Judo                 |
| 8            | Los Angeles 1984 | Ang Peng Siong      | pływanie             |
| 9            | Seul 1988        | Ang Peng Siong      | pływanie             |
| 10           | Barcelona 1992   | b.d.                | b.d.                 |
| 11           | Atlanta 1996     | Lee Wung Yew        | Strzelectwo          |
| 12           | Sydney 2000      | Joscelin Yeo        | pływanie             |
| 13           | Ateny 2004       | Ronald Susilo       | Badminton            |
| 14           | Pekin 2008       | Li Jiawei           | Tenis stołowy        |
| 15           | Londyn 2012      | Feng Tianwei        | Tenis stołowy        |
| 16           | 2016, Rio        | Derek Wong Zi Liang | Badminton            |
|              | 2020, Tokio      | Yu Mengyu           | Tenis stołowy        |
| Loh Kean Yew | 2020, Tokio      | Badminton           |                      |